# Случајни партнери
Случајни партнери је пети студијски албум Секе Алексић, издат за Гранд продукцију, децембра 2009.

## Списак песама
1. Случајни партнери (4:12)
2. Што је било моје, њено је (3:36)
3. Није за мене (4:02)
4. Ја туђе усне љубим (3:49)
5. Иди пре јутра (3:08)
6. Ако ме волиш пусти ме (3:44)
7. Иди с њом (3:47)
8. Нека нова љубав (3:25)
9. Два срца на зиду (3:28)
10. Мило за драго (3:29)
11. Рођена с вуковима (4:38)
12. И у ватру, и у воду (3:08)
13. Девет дана (3:54)
14. Ја нисам нешто слатко (3:56)
15. На крају света (3:20)